# 島津元久
島津 元久（しまづ もとひさ）は、南北朝時代から室町時代の武将、守護大名。大隅・日向・薩摩守護。島津氏第7代当主（奥州家第2代当主）。島津氏6代当主島津氏久の嫡男で、母は伊集院忠国の娘。久豊の兄。子に仲翁守邦。
至徳4年/元中4年（1387年）の父の死により奥州家を継ぐ。明徳4年（1393年）、従兄の総州家当主島津伊久・守久父子の仲介役をしたことで、伊久から薩摩守護職と島津氏家宝、更に領地の川辺郡（硫黄島を含む）を譲られた。また、日向庄内の支配を図って相良前頼と衝突、応永元年（1394年）に相良前頼と連携した九州探題今川了俊の4男尾崎貞兼に北郷久秀を討ち取られたが、前頼の戦死と了俊の九州探題解任で庄内の支配が確定した。その後も、両島津家は協力して了俊に協力していた国人の入来院氏ら渋谷五氏を平定し、応永4年（1397年）には伊久の次男・忠朝と元久の異母弟・久豊が総州家・奥州家の名代として肥前国で新しい九州探題渋川満頼と会談して関係を改善するなど協調関係が続いた。
しかし応永7年（1400年）、元久は養子としていた伊久三男の久照と伊久一族である夫人とを突然に離縁し、更に薩摩に清水城を作ったことにより総州家と不仲になった（久照もしくは夫人所生の子が奥州家を継げば、一転して奥州家が総州家の影響下に置かれる可能性があったが、元久は関係を破棄することで伊久の思惑を絶ったとも解される ）。新名一仁は本来奥州家の家督を継ぐべき元久の嫡男（後の仲翁守邦）が応永2年（1395年）に出家させられて元久の母方の叔父である石屋真梁の門弟とされて後に修行名目で関東に送られている不自然さと後に擁立された後継者が伊集院家出身の初犬千代丸（煕久）であったことを挙げて、伊集院氏による工作があった可能性を指摘している 。
応永8年（1401年）、渋谷五氏のうち鶴田氏を除く四氏が伊久に味方したため、奥州家・総州家は絶縁状態になり、同年の鶴田合戦で元久側が敗れると鶴田氏と共に菱刈（現・鹿児島県伊佐市菱刈）に逃亡するなどしたが、伊集院頼久・伊作久義の支援で薩摩半島掌握に成功する 。また、樺山氏や新納氏も日向進出を認めて貰う代わりに元久支援に動いたが、異母弟の久豊とは、久豊が樺山氏や新納氏と敵対する伊東祐安の娘との婚姻を結んだことに反対したのをきっかけに関係が冷却化していった 。肥後の相良氏および幕府は伊久側についたが勘合貿易等への影響を恐れ、応永11年（1404年）に幕府の調停により両家は和睦した。同年6月29日、元久は大隅・日向守護となった。応永14年（1407年）に総州家の伊久が没すると、忠久は島津忠朝の平佐城を奪い、同じ時期に伊集院頼久も総州家の支配下にあった坊津・泊津を奪った 。応永16年（1409年）9月10日には薩摩の守護も務めるようになり、翌年に元久は自派の一門・家臣を引き連れて上洛して将軍足利義持に拝謁している。なお、この際、日向にいた久豊と会談して和睦している。
その後も、領国内の国人の被官化を図って支配力を強め、明・李氏朝鮮・琉球と貿易を盛んに行なった。また、福昌寺、鹿児島神社の社殿建立も行った。
応永18年（1411年）、出陣中に病没。天授5年/永和5年（1379年）に生まれた子の仲翁守邦は出家して福昌寺の3代目住持になったため、弟の久豊と甥の伊集院煕久が後継者争いを起こした。
奥州家が勝利したことにより、本拠地は大隅から鹿児島に移り、鹿児島が島津氏の城下町として栄えていくこととなる。